# Lemsahl-Mellingstedt
Lemsahl-Mellingstedt (en baix alemany Lemsole-Mellingsteed) és un barri del bezirk de Wandsbek a la ciutat estat d‘Hamburg a Alemanya. El 2012 tenia 6581 habitants, una baixada lleugera de 171 habitants des de 2006 sobre una superfície de 7,9 km². Es troba al nord-est de la ciutat i a l'oest toca la frontera amb Slesvig-Holstein a Glashütte, un nucli de Norderstedt.
Uns túmuls al marge del parc natural del Wittmoor testimoniegen d'una ocupació humana a les edats de pedra i de bronze. El primer esment dels pobles Mellinghestede i Lemsole data del 1271. El capítol d'Hamburg va adquirir dos masos el 1271 i el monestir de Sant Joan a Harvestehude també hi tenia unes propietats, però la majoria del territori d'ambdós pobles pertanyia a senyories de Holstein. El 1889, sota l'ocupació prussiana, va integrar el districte de Stormarn. Després la llei de l'àrea metropolitana d'Hamburg (Gross-Hamburg-Gesetz) del 1937 va passar a la ciutat estat d'Hamburg.
Després de la fusió amb Hamburg, el nucli va urbanitzar-se ràpidament: de 950 habitants el 1937, passà a 7.018 el 1998 des d'aleshores va començar a decréixer i va perdre en quinze anys uns 500 habitants. Unes noves urbanitzacions haurien de parar aquesta baixa. El barri sofreix de la seva posició excentrada: un prolongament de la línia S1 del metro de Poppenbüttel cap a Duvenstedt, planificat als anys 1960 mai no va realitzar-se.

## Monuments i turisme
- El sender al costat de l'Alster
- Les ruïnes de la resclosa Mellingburger Schleuse, una etapa del canal Alster-Beste, monument llistat
- El monument admonitori dedicat al camp de concentració al parc natural de l'aiguamoll de Wittmoor, un dels primers camps del règim nazi

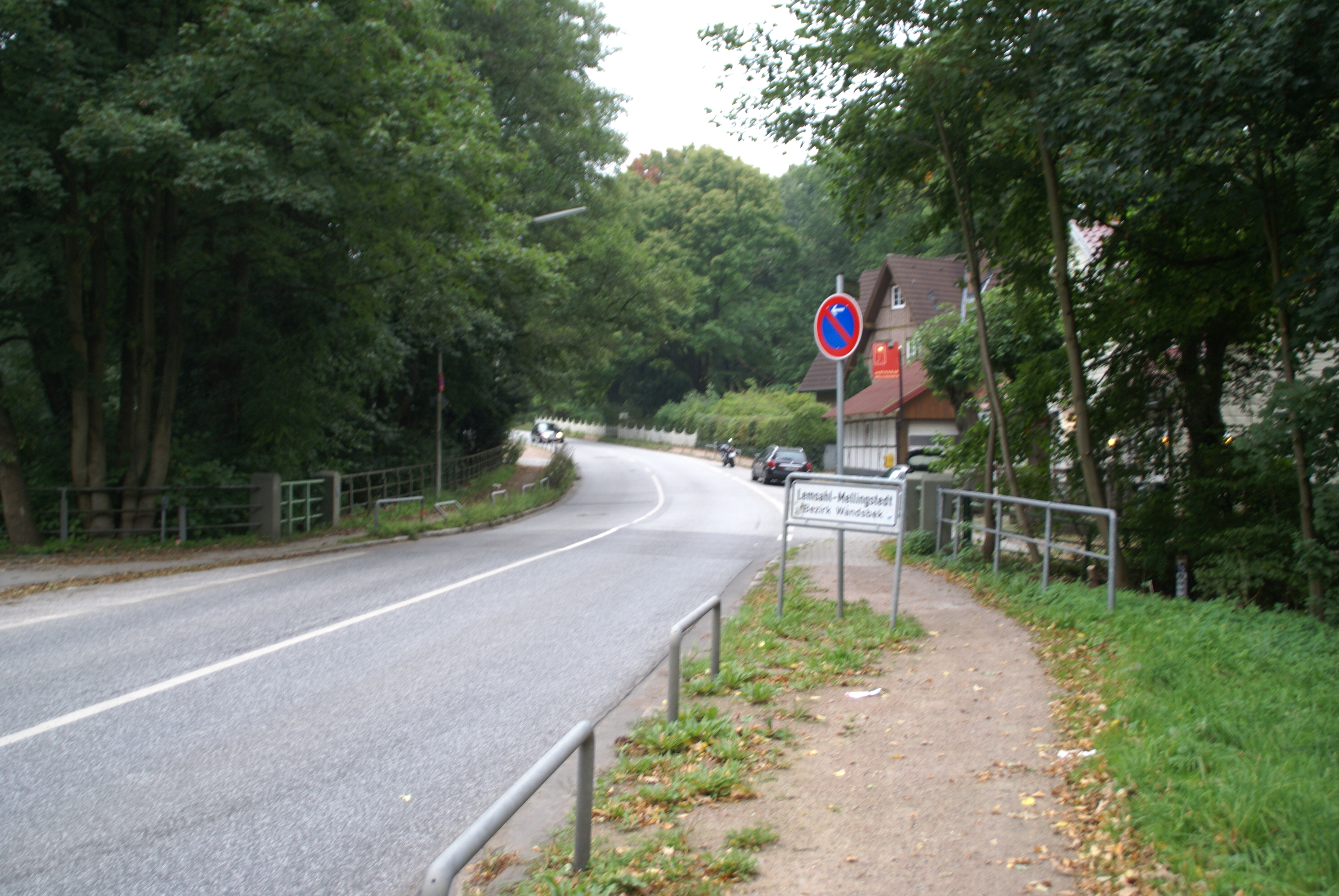
El Mellingbek a la frontera amb Poppenbüttel
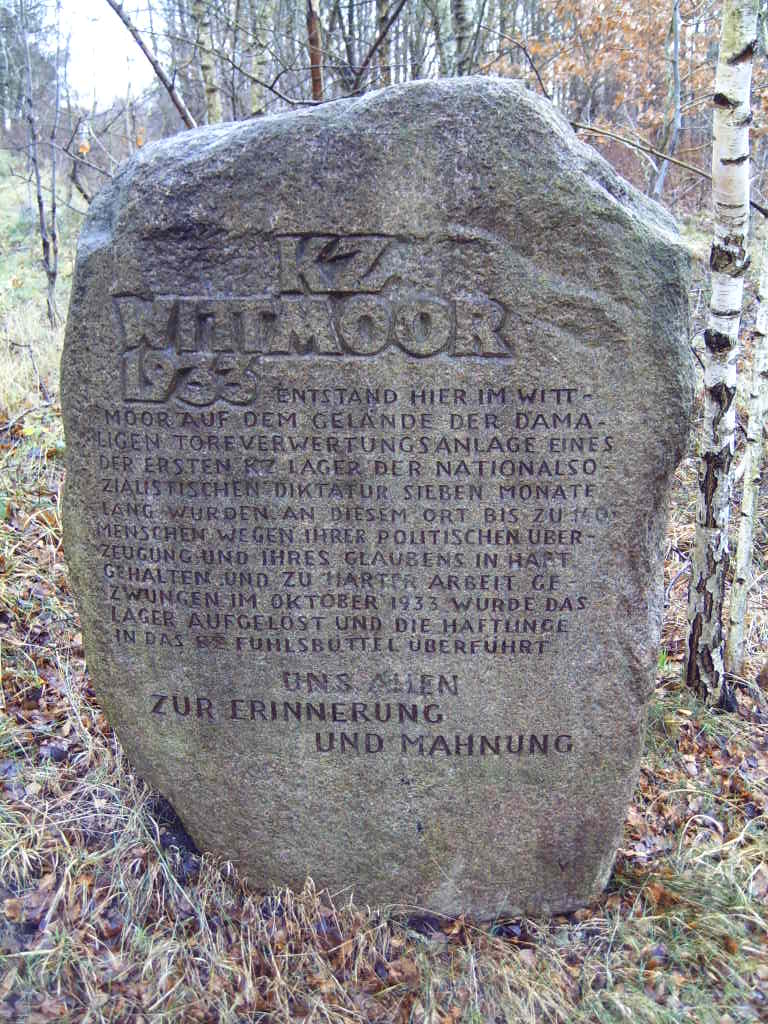
El monument del camp de concentració de Wittmoor, tallat a un bloc erràtic
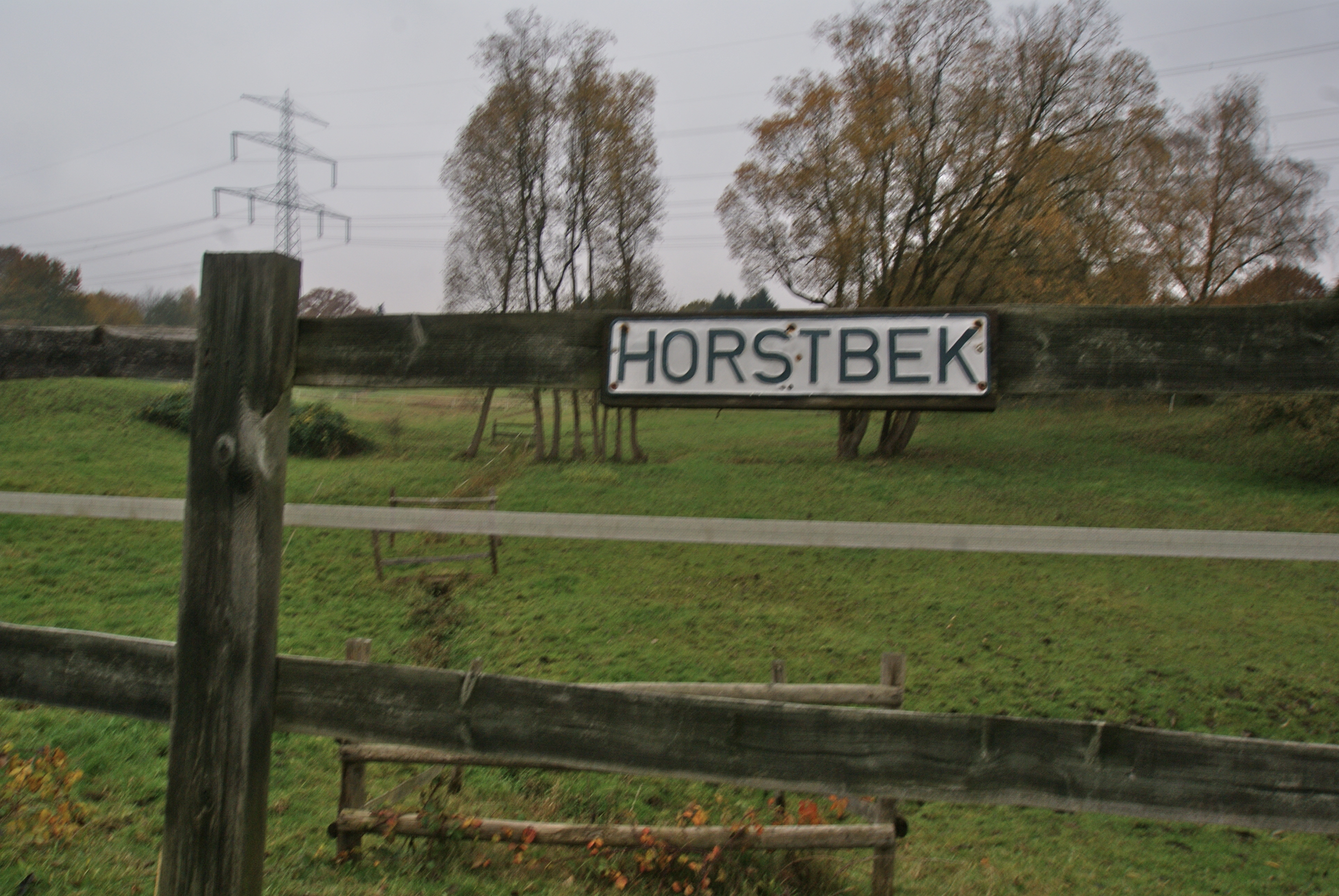
La vall del Horstbek
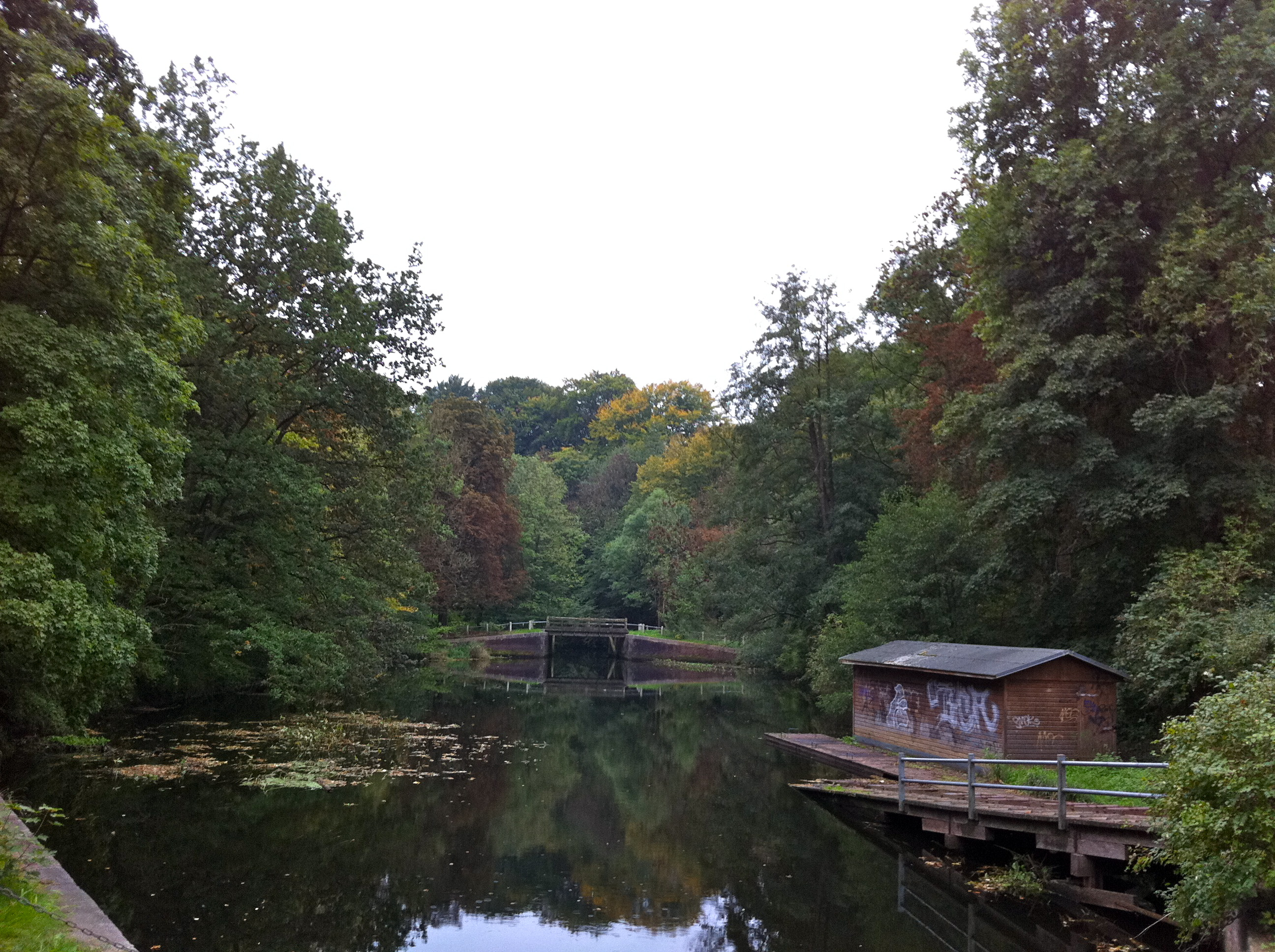
La resclosa de Mellingburg

## Persones
- Karen Duve, escriptora
- Eva Habermann, actriu
- Charlotte Richter-Peill, escriptora
- Christiane Krüger, actriu
- Patrick Bach, actor